# Häränsaari (ö i Päijänne-Tavastland)
Häränsaari är en ö i Finland.   Den ligger i kommunen Gustav Adolfs i den ekonomiska regionen  Lahtis ekonomiska region  och landskapet Päijänne-Tavastland, i den södra delen av landet, 170 km norr om huvudstaden Helsingfors.